# Estrobilização
Estrobilação ou estrobilização,  também conhecida como pseudometamerismo, é um tipo de reprodução assexuada que ocorre em algumas espécies de cinidários, entre os quais certas espécies de coral, no qual o pólipo se divide transversalmente em discos, formando um indivíduo semelhante a um estróbilo (ou pinha), originando várias éfiras, que posteriormente se desenvolvem em medusas.
Ela também é observada em representantes da classe Cestoda, como as tênias, que se reproduzem através da segmentação do parasita em diversas proglótides, que contém ovos e saem do corpo em meio às fezes.
Não confunda com gemiparidade ou brotamento.